# Кубок Судана по футболу
Кубок Судана по футболу (англ. Sudan Cup) — ежегодный футбольный турнир в Судане. Проводится Суданской футбольной ассоциацией.
Впервые Кубок Судана был разыгран в 1963 году, и его первым победителем стал клуб «Аль-Меррейх» из Омдурмана. С тех пор «Аль-Меррейх» завоевал наибольшее количество титулов — 25. Ближайшим преследователем является другой омдурманский клуб — «Аль-Хиляль», на счету которого 9 побед, включая титул, завоёванный в последнем розыгрыше Кубка в 2022 году.
В 2019 году турнир не проводился из-за военного переворота, а в 2020 году был отменён в связи с пандемией COVID-19. В финале 2021 года должны были встретиться два омдурманских клуба — «Аль-Хиляль» и «Аль-Меррейх», однако матч не состоялся, поскольку «Аль-Хиляль» отказался от участия из-за занятости в других соревнованиях.

## Победители по клубам
| Клуб                      | Всего побед | Последний титул |
| ------------------------- | ----------- | --------------- |
| Аль-Меррейх (Омдурман)    | 25          | 2018            |
| Аль-Хиляль (Омдурман)     | 9           | 2022            |
| Аль-Мурада                | 5           | 1999            |
| Аль-Ахли (Шенди)          | 1           | 2017            |
| Аль-Ахли (Вад-Медани)     | 1           | 1982            |
| Аль-Иттихад (Вад-Медани)  | 1           | 1990            |
| Хай Аль-Араб (Порт-Судан) | 1           | 1981            |
| Аль-Нил (Хартум)          | 1           | 1978            |

## Результаты
| Сезон | Победитель                      | Счёт                            | Результат                       |
| ----- | ------------------------------- | ------------------------------- | ------------------------------- |
| 1963  | Аль-Меррейх (Омдурман)          |                                 |                                 |
| 1970  | Аль-Меррейх (Омдурман)          |                                 |                                 |
| 1971  | Аль-Меррейх (Омдурман)          |                                 |                                 |
| 1972  | Аль-Меррейх (Омдурман)          |                                 |                                 |
| 1974  | Аль-Меррейх (Омдурман)          |                                 |                                 |
| 1977  | Аль-Хиляль (Омдурман)           |                                 |                                 |
| 1978  | Аль-Нил (Хартум)                |                                 |                                 |
| 1981  | Хай Аль-Араб (Порт-Судан)       |                                 |                                 |
| 1982  | Аль-Ахли (Вад-Медани)           |                                 |                                 |
| 1983  | Аль-Меррейх (Омдурман)          |                                 |                                 |
| 1984  | Аль-Меррейх (Омдурман)          |                                 |                                 |
| 1985  | Аль-Меррейх (Омдурман)          |                                 |                                 |
| 1986  | Аль-Меррейх (Омдурман)          |                                 |                                 |
| 1987  | Аль-Меррейх (Омдурман)          |                                 |                                 |
| 1988  | Аль-Меррейх (Омдурман)          |                                 |                                 |
| 1989  | Аль-Мурада                      |                                 |                                 |
| 1990  | Аль-Иттихад (Вад-Медани)        | 1-0 и 2-1                       | Аль-Меррейх (Аль-Хасахиса)      |
| 1991  | Аль-Меррейх (Омдурман)          | 1-0                             | Аль-Хиляль (Порт-Судан)         |
| 1993  | Аль-Меррейх (Омдурман)          | 3-1                             | Аль-Хиляль (Омдурман)           |
| 1994  | Аль-Меррейх (Омдурман)          | 1-0                             | Аль-Хиляль (Омдурман)           |
| 1995  | Аль-Мурада                      | 2-1                             | Аль-Хиляль (Порт-Судан)         |
| 1996  | Аль-Меррейх (Омдурман)          | 1-0                             | Аль-Хиляль (Омдурман)           |
| 1997  | Аль-Мурада                      | 2-0                             | Аль-Меррейх (Омдурман)          |
| 1998  | Аль-Хиляль (Омдурман)           | 0-0 (5-4 пен.)                  | Аль-Меррейх (Омдурман)          |
| 1999  | Аль-Мурада                      |                                 |                                 |
| 2000  | Аль-Хиляль (Омдурман)           | 3-0                             | Аль-Ахли (Вад-Медани)           |
| 2001  | Аль-Меррейх (Омдурман)          | 1-0                             | Аль-Мурада                      |
| 2002  | Аль-Хиляль (Омдурман)           | 2-0                             | Аль-Меррейх (Омдурман)          |
| 2004  | Аль-Хиляль (Омдурман)           | 0-0 (3-2 пен.)                  | Аль-Меррейх (Омдурман)          |
| 2005  | Аль-Меррейх (Омдурман)          | 0-0 (4-2 пен.)                  | Аль-Хиляль (Омдурман)           |
| 2006  | Аль-Меррейх (Омдурман)          | 2-0                             | Аль-Хиляль (Омдурман)           |
| 2007  | Аль-Меррейх (Омдурман)          | 1-0                             | Аль-Хиляль (Омдурман)           |
| 2008  | Аль-Меррейх (Омдурман)          | 0-0 (2-0 пен.)                  | Аль-Хиляль (Омдурман)           |
| 2009  | Аль-Хиляль (Омдурман)           | 2-1                             | Аль-Меррейх (Омдурман)          |
| 2010  | Аль-Меррейх (Омдурман)          | 2-0                             | Аль-Хиляль (Омдурман)           |
| 2011  | Аль-Хиляль (Омдурман)           | 2-0                             | Аль-Меррейх (Омдурман)          |
| 2012  | Аль-Меррейх (Омдурман)          | 0-0 (3-1 пен.)                  | Аль-Хиляль (Омдурман)           |
| 2013  | Аль-Меррейх (Омдурман)          | 2-0                             | Аль-Хиляль (Омдурман)           |
| 2014  | Аль-Меррейх (Омдурман)          | 3-1                             | Аль-Хиляль (Омдурман)           |
| 2015  | Аль-Меррейх (Омдурман)          | 2-0                             | Аль-Хиляль (Омдурман)           |
| 2016  | Аль-Хиляль (Омдурман)           | 2-1                             | Аль-Хиляль (Эль-Обейд)          |
| 2017  | Аль-Ахли (Шенди)                | 1-1 (4-2 пен.)                  | Аль-Хиляль (Омдурман)           |
| 2018  | Аль-Меррейх (Омдурман)          | 3-1                             | Аль-Хиляль (Эль-Обейд)          |
| 2020  | отменён из-за пандемии COVID-19 | отменён из-за пандемии COVID-19 | отменён из-за пандемии COVID-19 |
| 2021  | финал не состоялся              | финал не состоялся              | финал не состоялся              |
| 2022  | Аль-Хиляль (Омдурман)           | 0-0 (4-3 пен.)                  | Аль-Ахли (Хартум)               |